# No Candle No Light
"No Candle No Light" é uma canção do cantor britânico Zayn. Conta com a participação da rapper norte-americana Nicki Minaj, lançada em 16 de novembro de 2018 pela RCA Records. Esta é a primeira colaboração entre Zayn e Minaj. Foi lançada como sexto single do segundo álbum de estúdio de Malik, Icarus Falls (2018).

## Características musicais
A revista estadunidense The Fader chamou a canção de um "hit tropical house" e comparou seus sintetizadores aos de "Sorry", de Justin Bieber. A revista canadense Exclaim! notou a "batida explosiva de EDM, com o tom de voz emotivo característico de Zayn", e apontou que Minaj canta em vez de fazer rap.

## Capa
A revista norte-americana Complex notou a capa "promovendo o uso de cigarro". A capa mostra Malik segurando um cigarro na boca.